# Хузестан
Хузестан (на персийски: خوزستان) е един от 31 остана на Иран. Разположен е в югозападната част на страната, включен е в административния Регион 4. Заема площ около 64 000 km²  и е с население близо 5 милиона. Известен е със своите големи петролни залежи. Административен център е град Ахваз.

## Етимология
С думата хуз персийците са наричали народа, населявал земите около Суза (Елам). Хузестан означава „Земя на хузи“. Името на град Ахваз има същия произход и се образува от арабската форма на множественото число на „хуз“. Арабите са наричали града Суг ал-Ахваз (Пазар на хузи). През вековете територията е била наричана Худи или Худжи, в арабските източници от 10-и век е споменавана като Хузестан. През 17-и век след масовото заселване на арабите в нейните райони, те стават известни като Арабистан. През 1925 г. названието Арабистан се отменя и целият остан се нарича Хузестан.

## История
Територията на днешния Хузестан е заселена от около 6000 години пр.н.е. от народи, дошли от планините Загрос. Градовете възникват през 4-то хилядолетие пр.н.е., един от тях е Суза, столицата на еламското царство. Множеството нашествия и войни завършват с включването на територията в Асирийската империя (639 г. пр.н.е.). След нейното разпадане Хузестан преминава под контрола на Ахеменидите. Става сатрапия на Персийската империя, когато Кир Велики завладява Вавилон (539 г. пр.н.е.). Суза се използва от персийските царе като една от трите им столици. Александър Македонски завзема Суза през 331 г. пр.н.е. и до 148 г. пр.н.е. Хузестан е сатрапия Сузиана на империята на Селевкидите. След това регионът преминава под контрола на Партското царство, Сасанидите поемат управлението над него през 226 г. Шапур I основава град Гондишапур (Джондишапур), който се превръща в център за наука и култура на Сасанидската империя.
През 639 г. започва арабската инвазия в Хузестан. Суза е завзета бързо, Шущар е обсаден в продължение на 18 месеца, Хузестан окончателно преминава под ислямски контрол след битката при Нахованд през 642 г. В края на 9-и век основателят на Сафаридската династия, Якуб Лейс, успява да надделее над халифатските сили и да завладее Хузестан. Монголското нашествие през 13-и век води до разрушителни последствия за Хузестан. В средата на 15-и век значително се засилва миграцията на арабските племена от приграничните територии, така че през епохата на Сефевидите западните области на Хузестан са известни като Арабистан. Сефевидската династия през цялото време на своето съществуване води борба за надмощие с арабските шейхове, стремящи се към доминиране в Арабистан. През 1925 г. основателят на последната иранска династия Реза Шах Пахлави, успява да установи централизиран контрол над целия остан, той отменя и названието Арабистан.

## География
Хузестан се намира на североизточния бряг на Персийския залив, има сухопътна граница с Ирак на запад и граничи с иранските остани Илам, Лурестан, Чахар Махал и Бахтияри, Кохгилюе и Бойер Ахмад и Бушер.
Северните и източните райони на Хузестан са покрити с планините на веригата Загрос, те заемат около 40% от територията на остана. Най-високата точка е с надморско равнище 3613 m, връх на планината Менгащ. Централната и южната части са равнинни. Равнината се нарича Хузестанска, тя е най-голямата в Иран и се простира до Персийския залив. През територията на остана текат реките Карун, Кархе и Джарахи. Напояваните с техните води западни райони притежават плодородни земи.
Климатът като цяло е горещ и сух, в района на шахрестан Изе той се квалифицира като средиземноморски полувлажен. Средногодишното количество валежи е 284.3 mm, броят на дни, през които вали, е 39. Средногодишната температура е 25.3 °С. Усреднените за целия остан стойности на максималните и минималните температури, измерени в различни райони, са съответно 32.4 °С и 18.2 °С. Най-високата лятна температура, 53.7 °С, е била регистрирана в гр. Ахваз, най-ниската зимна, -8.4 °С, в гр. Дехдез (шахрестан Дезпарт).

## Административно деление
Всеки остан в Иран се дели на шахрестани, които се състоят от бахши, те на свой ред съдържат най-малките административни единици – дехестани. Централният град на шахрестана в повечето случаи носи неговото название. След последните промени през 2021 г. остан Хузестан има 29 шахрестана. Данните за населението на шахрестаните са от националното преброяване през 2016 г.
| Карта на остан   | Шахрестан | Население          | Шахрестан | Население |
| ---------------- | --------- | ------------------ | --------- | --------- |
|                  |           |                    |           |           |
| Абадан           | 298 090   | Хорамшахр          | 170 976   |           |
| Агаджари         | 17 654    | Дезфул             | 443 971   |           |
| Омидийе          | 92 335    | Дащ-е Азадеган     | 107 989   |           |
| Андика           | 47 629    | Рамшир             | 54 004    |           |
| Андимешк         | 171 412   | Рамхормоз          | 113 776   |           |
| Ахваз            | 1 302 591 | Шадеган            | 138 480   |           |
| Изе              | 198871    | Шуш                | 205 720   |           |
| Баг-е Малек      | 105 384   | Шущар              | 192 028   |           |
| Бави             | 96 484    | Карун              | 105 872   |           |
| Бандар-е Махшахр | 296 271   | Готванд            | 65 468    |           |
| Бехбахан         | 180 593   | Лали               | 37 963    |           |
| Хамидийе         | 53 762    | Масджед-е Солейман | 113 419   |           |
| Хафткел          | 22 119    | Хендиджан          | 38 762    |           |
| Ховейзе          | 38 886    | Кархе              | 69 331    |           |
| Дезпарт          | 19 321    |                    |           |           |

Шахрестан Кархе до 2020 г. е бахш на шахрестан Шуш, шахрестан Дезпарт до 2021 г. е бахш на шахрестан Изе.

## Население
Съгласно националното преброяване през 2016 г. населението на остан Хузестан е 4 710 509 души, от тях над 75% живеят в градовете. 86.3% от населението е грамотно (възрастова група над 6 г.).
Територията на остана е населена с много етнически групи, най-многобройните са персийци, араби, лури. Етническите малцинства са кюрди и племена от тюркски произход (гашгаи, афшари). Основната религия е шиитски ислям, арменците и мандейците са религиозни малцинства.

## Икономика
Хузестан е един от икономически развитите остани на Иран. Основната индустриална дейност е свързана с добива и преработката на петрол. Големите нефтени полета се намират в шахрестан Масджед-е Солейман и в юго-западната част на остана, в гр. Абадан функционира голяма рафинерия. Петролът и предприятията на стоманодобивна, химическа, циментова, лека и хранително-вкусова промишлености създават съществен дял от националния брутен вътрешен продукт. Водноелектрическите централи на реките Карун и Кархе са включени в електроенергийната система на страната.
Селското стопанство увеличава значително своята производителност благодарение на построения през 1962 г. язовир на р. Дез и иригационните проекти на другите реки. Климатът и водните ресурси на остана позволяват поливното отглеждане на финикови палми, цитрусови и други плодови дървета, пъпеши и зеленчуци. Произвеждат също зърнено-житни култури, сусам, бобови, захарна тръстика, маслодайни култури, памук.
Градовете на остана и пристанищата на Персийския залив са свързани с автомобилна мрежа. Между Ахваз, Дезфул и Абадан има железопътен транспорт. В Абадан има международно летище, летището в Ахваз обслужва вътрешни и регионални дестинации. Малки летища за вътрешни полети има в Бандар-е Махшахр, Омидийе и Дезфул.

## Образование
Хузестан разполага с 70 научни и образователни организации. Освен разположените в административните центрове на няколко шахрестана Медицински университети и филиали на Свободен ислямски университет, провинцията има:
- Университет за Петролна индустрия, гр. Абадан;
- Университет Шахид-е Чамран, гр. Ахваз ;
- Технически университет Дженди Шахпур, гр. Дезфул;
- Технически университет Хатам Ал Анбиа, гр. Бехбахан;
- Технически университет Шохадайе Ховейзе, гр. Сусангерд;
- Университет по морски науки и технологии, гр. Хорамшахр;
- Университет за селско стопанство и природни ресурси на Хузестан, гр. Бави.

## Забележителности
На територията на Хузестан се намират древни исторически обекти и природни забележителности, включени в националния списък на културно наследство на Иран, три от тях са обекти от списъка за ЮНЕСКО:
- Историческа хидравлична система Шущар – обект на ЮНЕСКО, от епохата на Сасанидите;
- Суза – обект на ЮНЕСКО, един от най-древните градове на света;
- Чога Занбил – обект на ЮНЕСКО, зикурат на еламитите;
- Скални фигури Кул-е Фара – древен комплекс от епохата на еламитите;
- Мост над река Дез – в град Дезфул, от епохата на Сасанидите;
- Гробницата на пророка Даниил
- Лагуна Хур ал-Азим или Хур ал-Ховейзе – голямо водно пространство (над 125 000 ha) на граница с Ирак.

- Хидравличната система Шущар
- Зикуратът на Чога Занбил
- Скалните фигури Кул-е Фара